# Mein Schiff 2
Mein Schiff 2 — второе круизное судно образованной в 2008 году компании TUI Cruises, находящееся в собственности компании Seabrook Maritime. Построено в 1997 году на германской верфи Meyer Werft в Папенбурге. Совершает круизы по Балтийскому морю. В январе 2013 года совершал круиз по Индийскому океану и Персидскому заливу.

## История судна
Спуск судна на воду состоялся на верфи Meyer Werft в Папенбурге 11 июля 1997 года. После завершения строительства судно было передано в американскую судоходную компанию Celebrity Cruises Inc., где эксплуатировалось сначала под именем Mercury , а затем Celebrity Mercury.
Весной 2011 г. судно было перестроено для TUI Cruises и с мая 2011 г. (церемония крещения состоялась 14 мая 2011 г.) под именем Mein Schiff 2 стало эксплуатироваться в Гамбурге. Перестройка стоимостью ок. 50 млн евро, как и в случае Mein Schiff 1, осуществлялась на верфи Lloyd Werft в Бремерхафене.

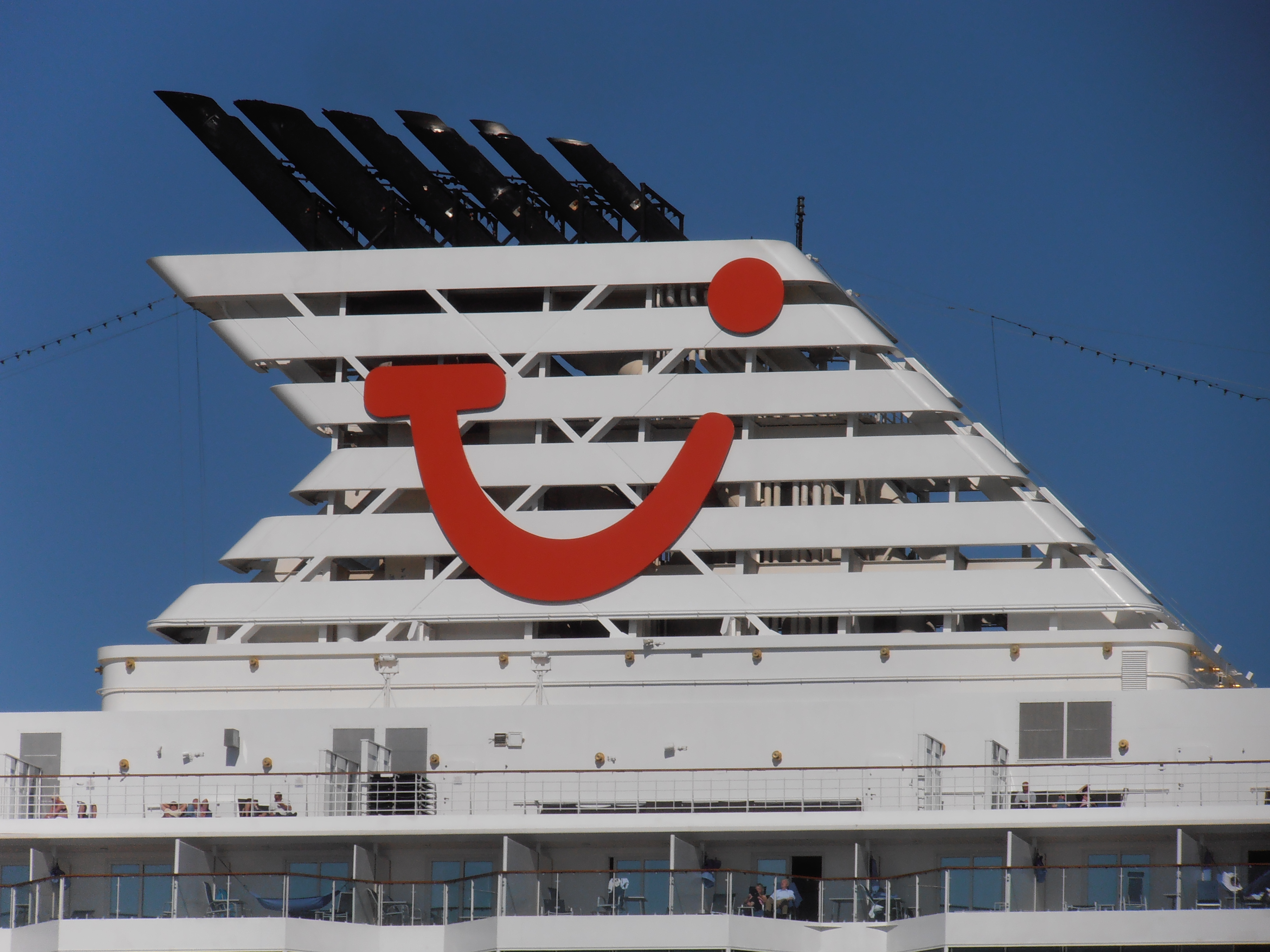
Лого TUI Cruises на трубе Mein Schiff 2
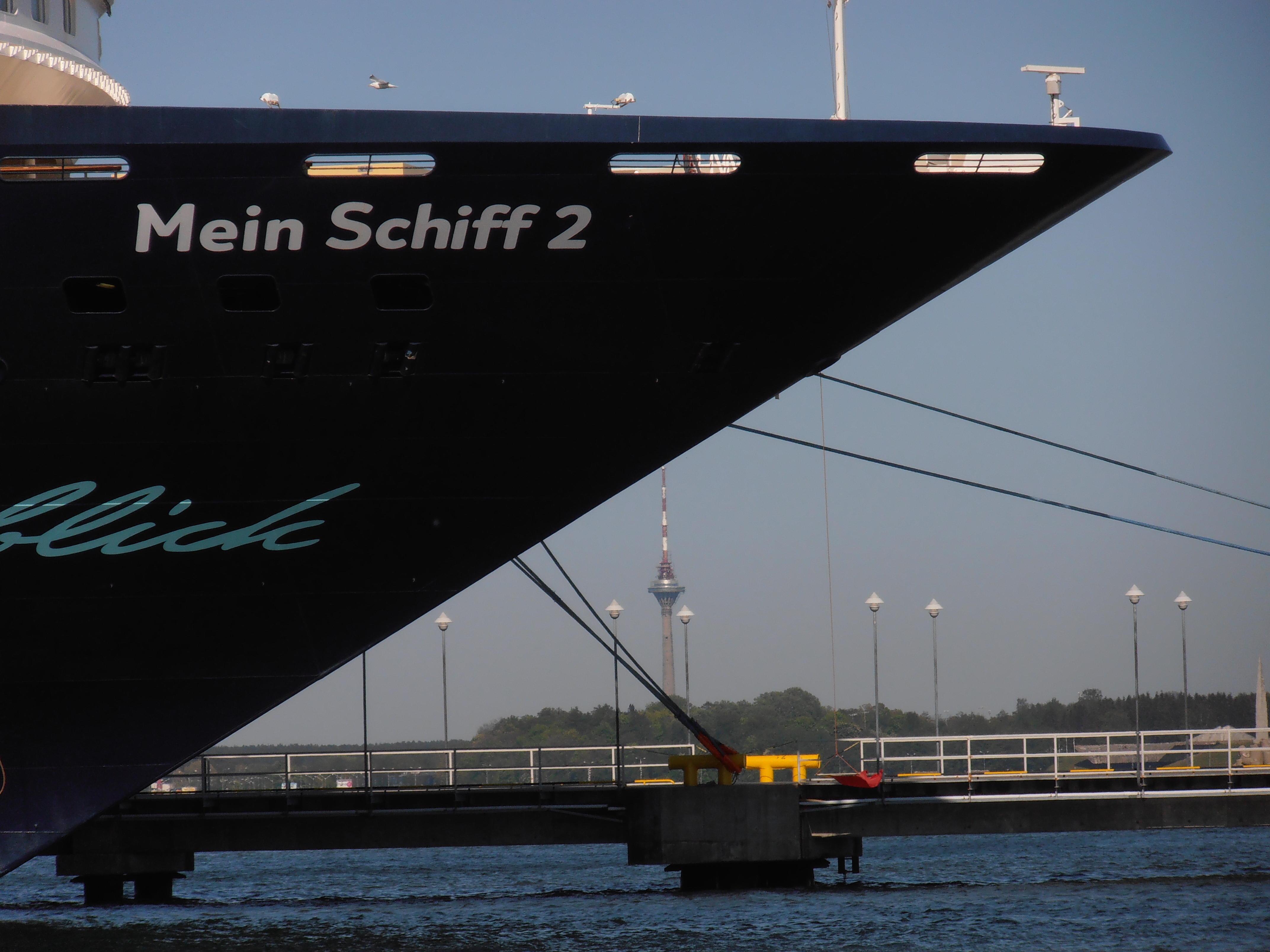
Нос Mein Schiff 2 и Таллинская телебашня